# Enying
Enying là một thành phố thuộc hạt Fejér, Hungary. Thành phố này có diện tích 82,78 km², dân số năm 2010 là 6922 người, mật độ 84 người/km².